# 托爾芬群島
67°21′S 60°54′E / 67.350°S 60.900°E
托爾芬群島（英語：Thorfinn Islands）是南極洲的群島，位於麥克羅伯特森地，處於坎貝爾角和辛普森角之間，由挪威製圖師根據該國探險隊的空中照片繪入地圖。